# Wellingborough (borough)
Pour la ville, voir Wellingborough.
Le borough de Wellingborough était un ancien district non métropolitain au statut de borough du comté du Northamptonshire, en Angleterre. Il porte le nom de la ville de Wellingborough, son chef-lieu.

## Histoire
Ce borough est créé le 1er avril 1974 par le Local Government Act 1972. Il est issu de la fusion du borough de Wellingborough et du district rural de Wellingborough. Il disparaît le 1er avril 2021 et laisse place à l'autorité unitaire du North Northamptonshire.

## Géographie
Outre son chef-lieu, les autres localités du borough de Wellingborough sont :
- Bozeat
- Earls Barton, Easton Maudit, Ecton
- Finedon
- Great Doddington, Great Harrowden, Grendon
- Hardwick
- Irchester, Isham
- Little Harrowden
- Mears Ashby
- Orlingbury
- Strixton, Sywell
- Wilby, Wollaston

## Source
- (en) Cet article est partiellement ou en totalité issu de l’article de Wikipédia en anglais intitulé « Borough of Wellingborough » (voir la liste des auteurs).